# Ibrahim Aliatar

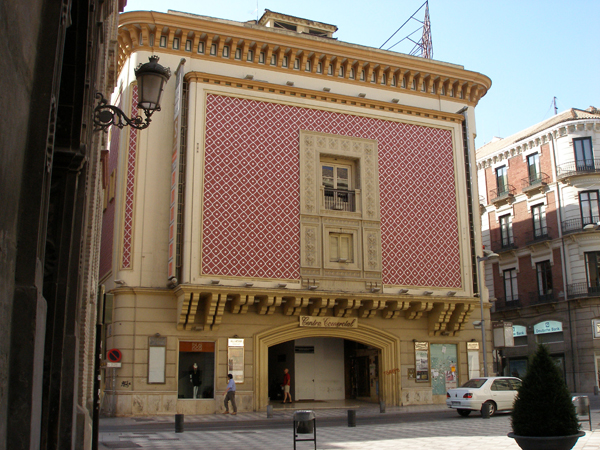
Cine Aliatar en Granada.

Ibrahim Aliatar o Alí-Atar (- 1483) fue un legendario caudillo hispanomusulmán, alcaide de Loja, que luchó en la defensa del reino nazarí durante la guerra de Granada.
El vínculo entre Alí Atar y el rey Boabdil no fue únicamente amistoso sino también familiar. Boabdil, tras regresar del campo de batalla donde a través de la espada defendió su reino, quedó prendado de una bella joven mora llamada Morayma quien resultó ser hija de Alí Atar. Boadbil la tomó como esposa en matrimonio y tal como narra la leyenda, Morayma fue a la única mujer que amó en su vida.
Aliatar murió durante la batalla de Lucena, o bien en su regreso hacia la ciudad de Loja tras la batalla. Para intentar conquistar la ciudad cristiana de Lucena (a unas decenas de kilómetros al norte de Loja), los musulmanes habían logrado concentrar a más de siete mil hombres entre infantería y caballería. Sin embargo, el ejército cristiano logró sobrepasar al musulmán alcanzando el triunfo y apresando a Boabdil.

## Personaje navideño en Asturias
En el Principado de Asturias, el príncipe Aliatar se convierte en un personaje mítico característico de la época navideña. Presentado como Su Alteza Real el Príncipe Aliatar, actúa como mensajero o guía que acompaña o precede a los Reyes Magos, y que visita las ciudades y pueblos días antes que éstos para recoger las peticiones de los niños. En las cabalgatas de Reyes de Asturias abre paso a los Magos de Oriente este personaje. La localidad de El Berrón dedica su cabalgata al príncipe Aliatar, cada 4 de enero. El personaje de Aliatar fue creado en los años 50 por José Fernández Buelta, un periodista ovetense que escribió un cuento para un nieto nacido en la época de Reyes. En Gijón desfila también el considerado hermano de Aliatar, el príncipe Abdeladid.